# Flughafen Resolute Bay

i7
i11
i13
Der Flughafen Resolute Bay (IATA: YRB; ICAO: CYRB) befindet sich nahe Resolute Bay im nordkanadischen Territorium Nunavut und wird von der Territorialregierung betrieben.

## Mögliche Erweiterung
Die Royal Canadian Air Force zieht eine größere Erweiterung des Flughafens in Betracht, um ihn als eine Schlüsselbasis für Arktisoperationen zu nutzen. Die Erweiterung würde eine Landebahn von 3000 Metern, die Asphaltierung des Geländes, neue Hangars, Tankmöglichkeiten und weiteres beinhalten.
Das Gelände würde außerdem Infrastruktur für Rettungsmissionen beinhalten.

## Fluggesellschaften und Flugziele
| Fluggesellschaft                            | Flugziele                                       |
| ------------------------------------------- | ----------------------------------------------- |
| Canadian North                              | Arctic Bay und weiter Iqaluit sowie Grise Fiord |
| Kenn Borek Air                              | diverse Charterflüge                            |
| Kenn Borek Air operated by Unaalik Aviation | Grise Fiord, diverse Charterflüge               |

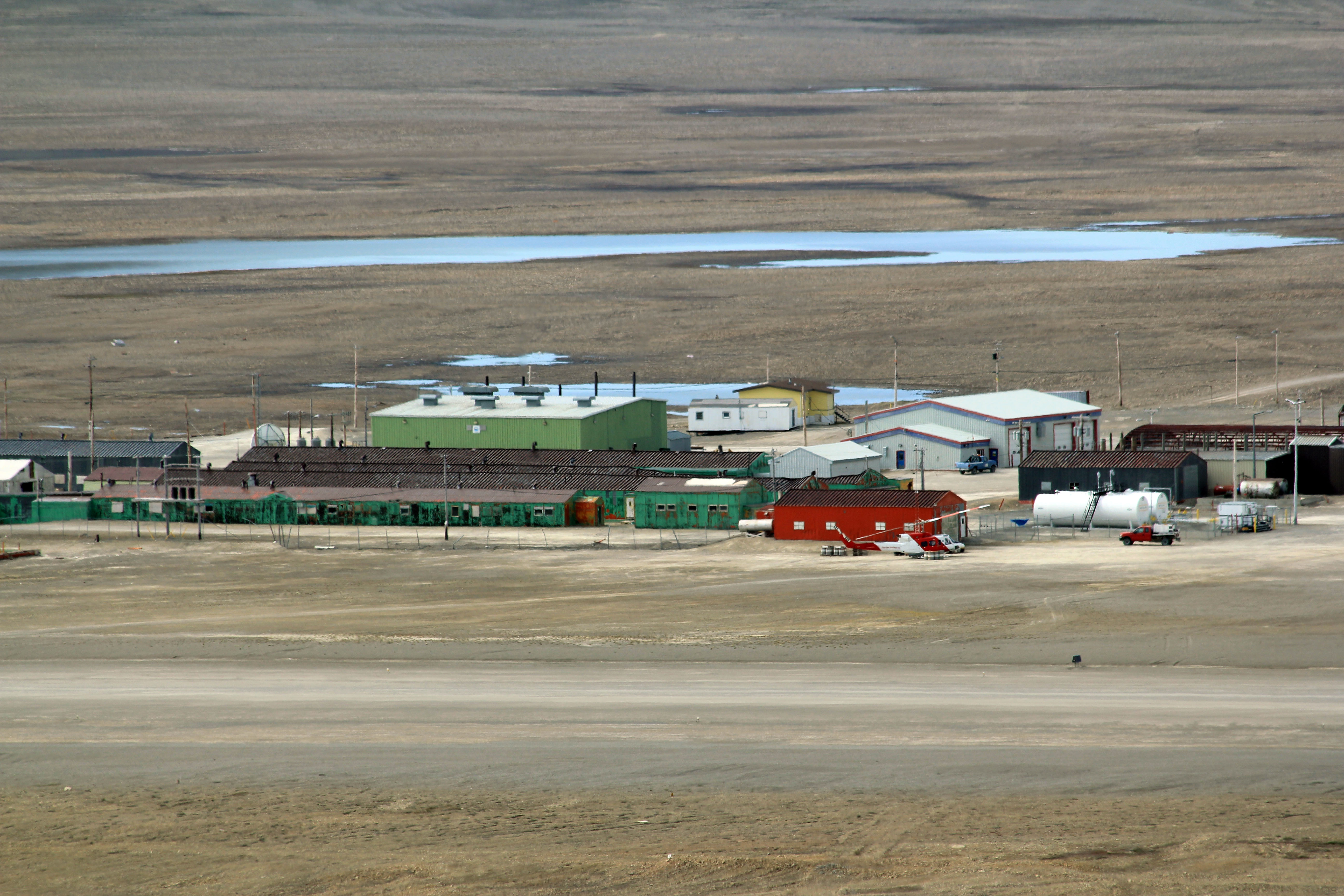
Flughafen Resolute Bay

Früher wurde der Flughafen durch einige Fluggesellschaften angeflogen, welche Direktflüge zu Städten wie Edmonton, Montreal, Ottawa, Winnipeg und Yellowknife anboten. Diese Fluggesellschaften nutzten für Flüge nach Resolute Bay in der Regel Maschinen des Typs Boeing 727 oder 737.
Resolute Bay, welches sich nördlich des Polarkreises befindet, ist das am nördlichsten gelegene Flugziel in Kanada mit regelmäßigem Passagierflugbetrieb.

## Zwischenfälle
Am 20. August 2011 wurde eine Boeing 737-200 der kanadischen First Air (Luftfahrzeugkennzeichen C-GNWN) knapp zwei Kilometer vom Flughafen entfernt in einen 120 Meter hohen Hügel geflogen. Die Maschine befand sich auf dem First-Air-Flug 6560, welcher als Charterflug von Yellowknife kam. Bei diesem Controlled flight into terrain (CFIT) kamen 12 Passagiere ums Leben.

## Weitere Weblinks
- http://www.statcan.gc.ca/pub/51-210-x/2011001/t001-eng.htm